# Allium chinense
Allium chinense, és una espècie de planta bulbosa del gènere Allium, que pertany a la família de les amaril·lidàcies, de l'ordre de les asparagals. Originària d'Àsia.

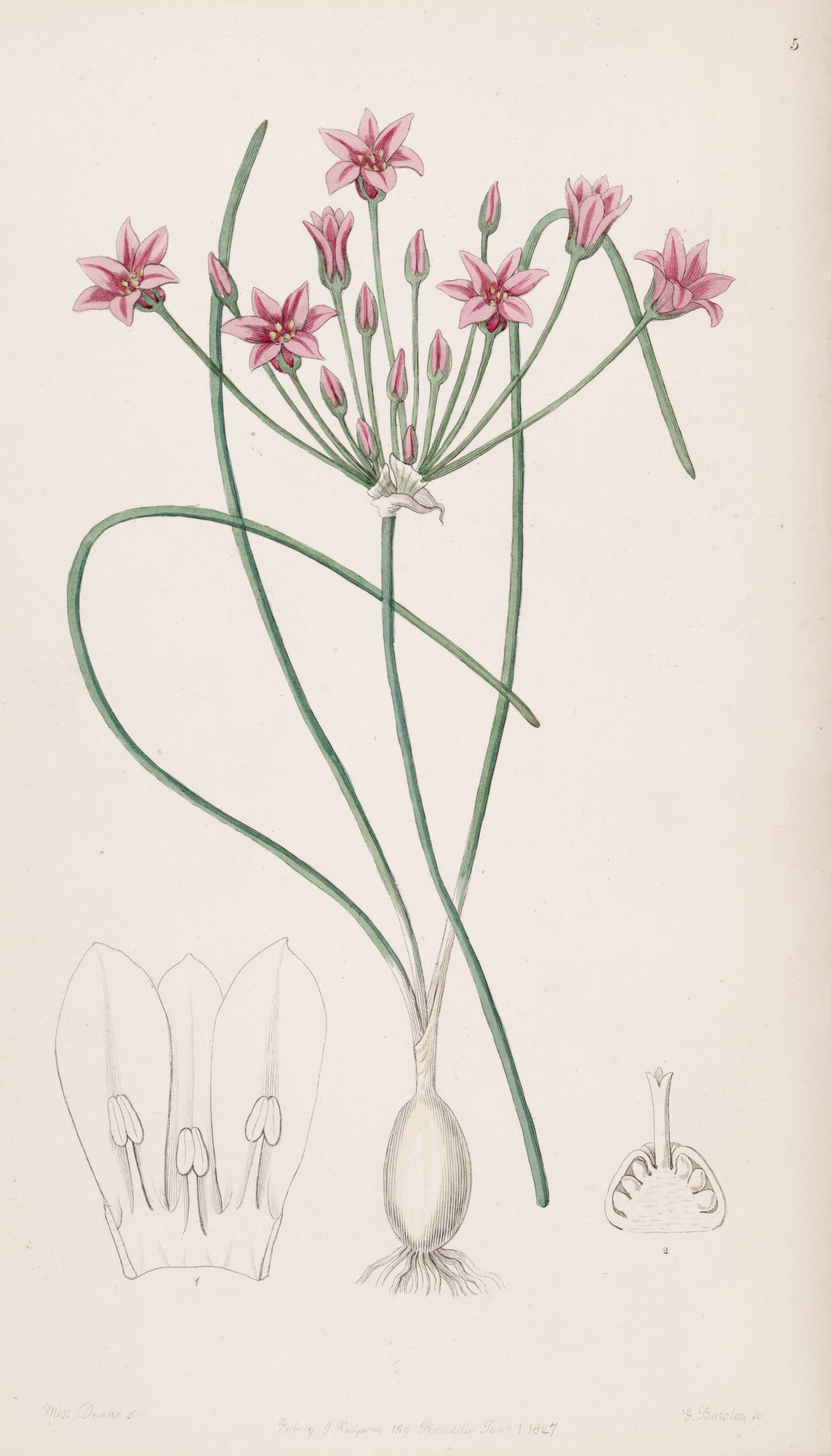
Il·lustració

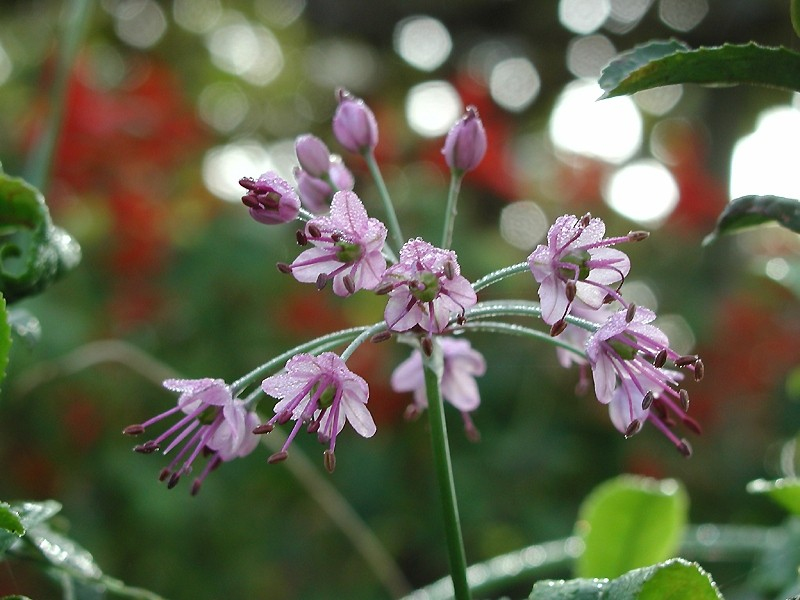
Inflorescència

## Descripció
Allium chinense té bulbs agrupats, estretament ovoides, de (0,5 -) 1-1,5 (- 2) cm de diàmetre, túnica blanca, de vegades tenyida de vermell, membranosa. Les fulles de 3 - 5 són angulades. L'escap és lateral, de 20 - 40 cm, cilíndric, cobert amb beines de les fulles només a la base. Periant de color porpra pàl·lid a porpra opac. El nombre cromosòmic és de 2 n = 24, 32.

## Distribució
Es troba a Anhui, Fujian, Guangdong, Guangxi, Guizhou, Hainan, Henan, Hubei, Hunan, Jiangxi, Zhejiang.

## Usos
Culinaris
A causa del seu sabor, molt suau i "dolç", A. chinense és sovint adobat i se serveix com a guarnició al Japó i el Vietnam, per equilibrar el fort gust d'algun altre component del menjar. Per exemple, a la cuina japonesa es menja amb sushi (per equilibrar la salinitat de la salsa de soja en la qual el sushi és de vegades submergit) o amb el curri japonès (per equilibrar el gust picant).
A Vietnam, A. chinense se serveix sovint, en escabetx, durant el Tet (Any Nou vietnamita).
Medicinals
Allium chinense s'utilitza en la medicina tradicional com a tònic per ajudar els intestins i com a remei estomacal.

## Taxonomia
Allium chinense va ser descrita per G.Don. i publicat a Memoirs of the Wernerian Natural History Society 6: 83, l'any 1827.
Etimologia
Allium: nom genèric molt antic. Les plantes d'aquest gènere eren coneguts tant pels romans com pels grecs. No obstant això, sembla que el terme té un origen cèltic i significa "cremar", en referència a la forta olor acre de la planta. Un dels primers a utilitzar aquest nom per a finalitats botàniques va ser el naturalista francès Joseph Pitton de Tournefort (1656 - 1708).
chinense: epítet geogràfic que al·ludeix a la seva localització a la Xina.
Sinonímia
- Allium bakeri Regel, Trudy Imp. S.-Peterburgsk. Bot. Sada 3(2): 141. 1875.
- Allium bodinieri H.Lév. & Vaniot in A.A.H.Léveillé, Liliac. & C.Chine: 38. 1905.
- Allium exsertum G.Do, Mem. Wern. Nat. Hist. Soc. 6: 17. 1827.
- Allium exsertum Baker, J. Bot. 12: 294. 1874, nom. illeg. senar G.Do (1827).
- Allium martinii H.Lév. & Vaniot, Liliac. & C.Chine (A.A.H.Léveillé) 40. 1905.
- Allium splendens Miq., Ann. Mus. Bot. Lugduno-Batavi 3: 154. 1867, nom. illeg. senar Willd. (1830).
- Allium triquetrum Lour., Fl. Cochinch., 202. 1790., nom. illeg. senar L. (1753).
- Caloscordum exsertum (G.Do) Herb., Edwards's Bot. Reg. 33: t. 5. 1847.